# Chrobotek szydlasty
Chrobotek szydlasty (Cladonia coniocraea (Flörke) Spreng.) – gatunek grzybów należący do rodziny chrobotkowatych (Cladoniaceae). Ze względu na współżycie z glonami zaliczany jest do porostów.

## Systematyka i nazewnictwo
Pozycja w klasyfikacji według Index Fungorum: Cladoniaceae, Lecanorales, Lecanoromycetidae, Lecanoromycetes, Pezizomycotina, Ascomycota, Fungi.
Po raz pierwszy takson ten zdiagnozował w roku 1821 Heinrich Gustav Flörke nadając mu nazwę Cenomyce coniocraea. Obecną, uznaną przez Index Fungorum nazwę nadał mu w roku 1827 Kurt Polycarp Joachim Sprengel, przenosząc go do rodzaju Cladonia.
Niektóre synonimy naukowe:
- Cenomyce coniocraea Flörke 1821
- Cladonia coniocraea f. ramulosa (Delise) M. Choisy 1951

Nazwa polska według Krytycznej listy porostów i grzybów naporostowych Polski.

## Morfologia
Plecha pierwotna jest trwała. Składa się z dość dużych łusek o długości 3–9 mm i szerokości 2–5 mm. Są one głęboko wcinano-karbowane i często podwinięte do góry, tak, że widoczna jest część ich dolnej, szarej powierzchni. Plecha wtórna to rożkowate lub szydłowate podecja o wysokości 8–45 mm i szerokości 1-2 mm. Mają szarozielony lub zielony kolor, są proste lub zgięte i zakończone tępymi, pojedynczymi szczytami, wyjątkowo tylko zdarzają się odgałęzienia. Otworków brak. Kora podecjów jest gładka lub brodawkowana tylko u podstawy, czasami pokryta jest łuskami. Czasami na całym podecjum występują mączyste soredia. Mają barwę od białawej przez szarozieloną do szarobrunatnej, a na ich szczytach występują brązowe pyknidia. Plecha zawiera glony protokokkoidalne. Reakcje barwne: Pd + czerwone, K –.
Brązowe apotecja wyrastają na szczytach podecjów.  Mają średnicę 0,4–0,8 mm, pojawiają się jednak bardzo rzadko.
W jednym worku powstaje 8  bezbarwnych, jednokomórkowych zarodników o rozmiarach 8–13 × 2–3,5 μm.

## Występowanie i siedlisko
Gatunek szeroko rozprzestrzeniony; występuje na wszystkich kontynentach z wyjątkiem Antarktydy. W Polsce występuje pospolicie na terenie całego kraju.
Można go spotkać zarówno w lasach liściastych, jak i mieszanych i iglastych, także na terenach bezleśnych, czasami na słomianych dachach i drewnianych płotach. Rośnie na próchniejącym drewnie; na pniakach, u podstawy pni drzew, czasami także na próchnicznej i piaszczystej ziemi wśród mchów. Występuje zarówno w siedliskach wilgotnych, jak i suchych.

## Gatunki podobne
Najbardziej do chrobotka szydlastego podobny jest chrobotek rdzawy (Cladonia ochrochlora). Index Fungorum traktuje je jako odrębne gatunki, jednak według niektórych autorów są to tylko różne formy lub odmiany tego samego gatunku. U C. coniocraea łuski plechy pierwotnej zawsze są głęboko wcięte i zwykle brak kieliszkowatego zakończenia podecjów, u C. ochrochlora listki plechy pierwotnej mogą być całe, a podecja często mają kieliszkowe zakończenia. Podecja C. coniocraea są zielonkawe, ich grubość nie przekracza 1,5 mm i zazwyczaj są proste i pojedyncze. Podecja C. ochroclora są szare, grubsze i często rozgałęzione i skręcone. Urwistki C. coniocraea są mączyste i powstają w niewielkich soraliach, u C.  ochrochlora urwistki są większe i powstają w większych soraliach. Występują jednak między obydwoma tymi gatunkami formy pośrednie, tak, że często trudno jest ustalić do jakiego gatunku one należą. Zdaniem niektórych lichenologów należałoby scalić te gatunki w jeden.

## Galeria

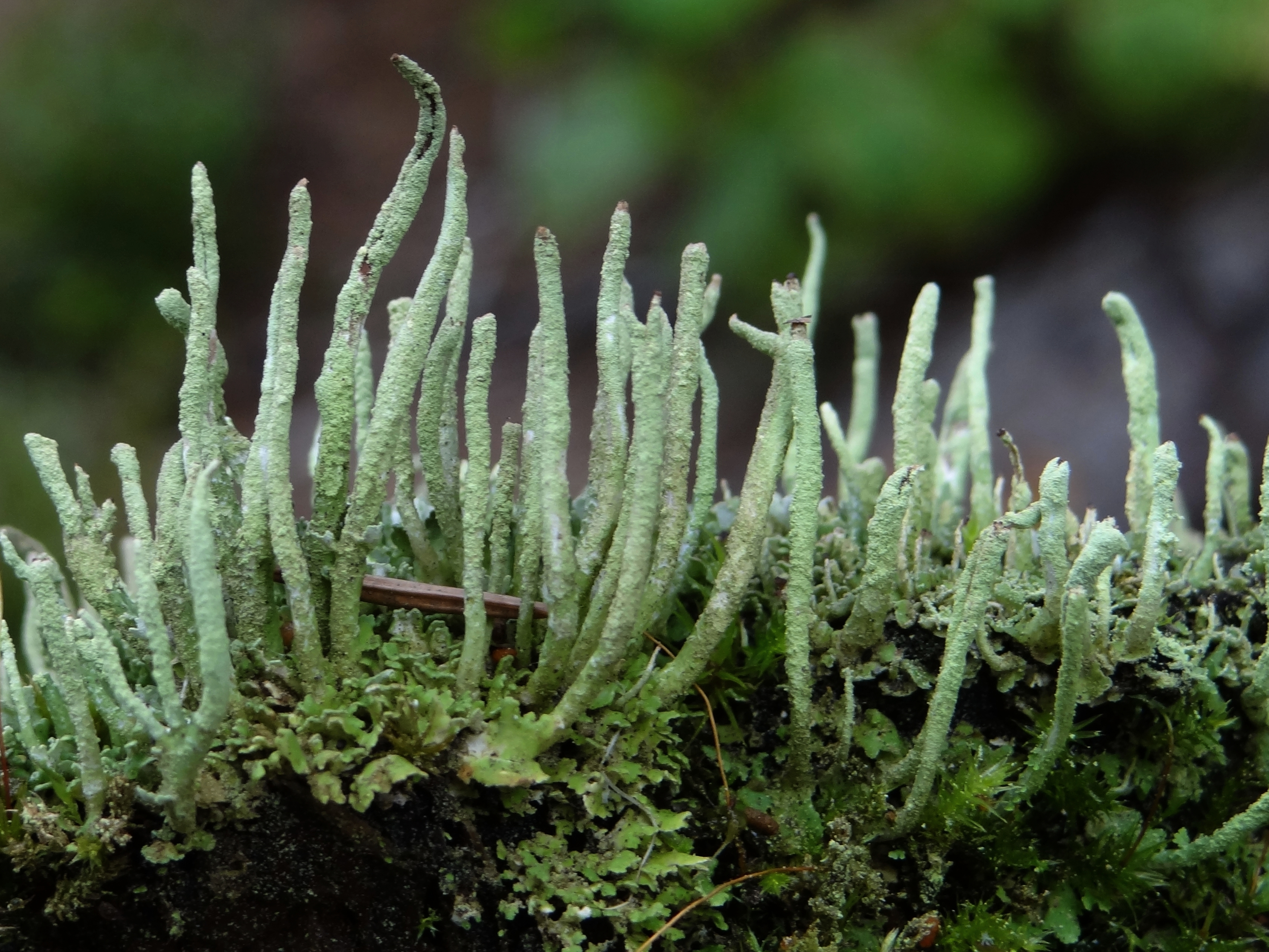
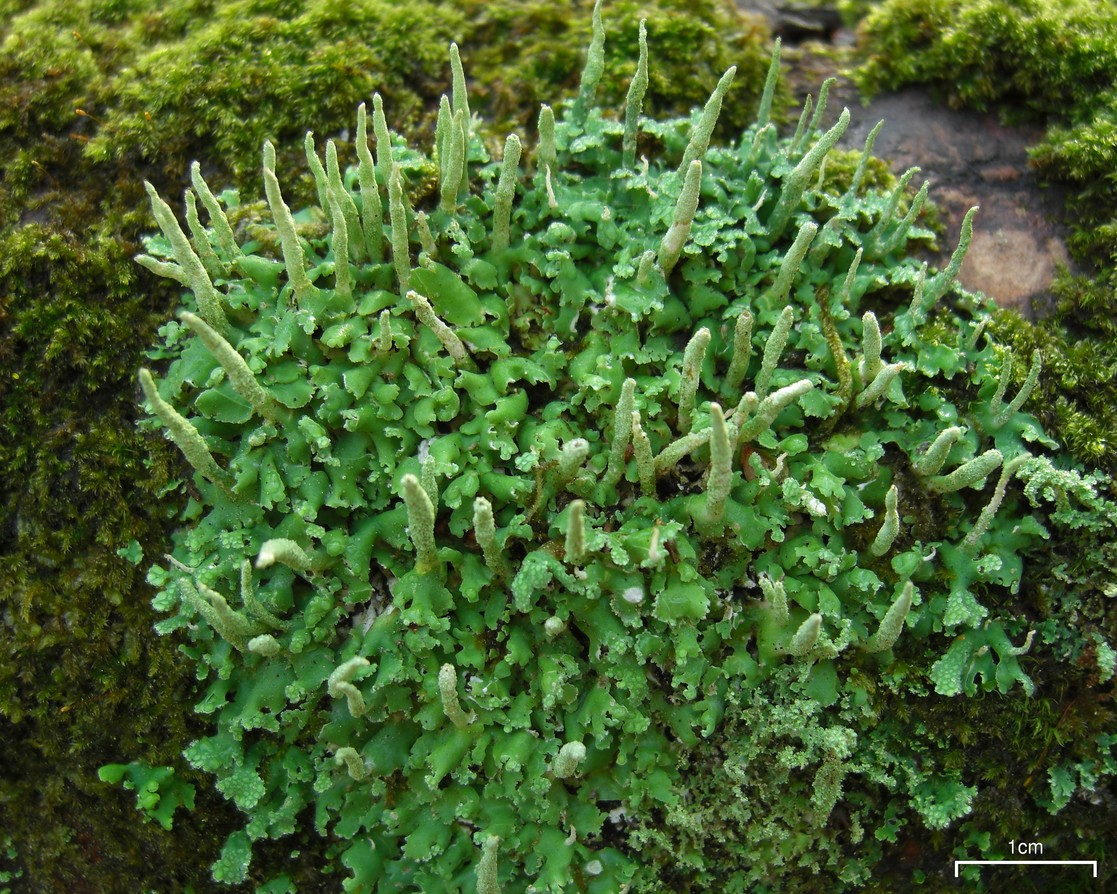
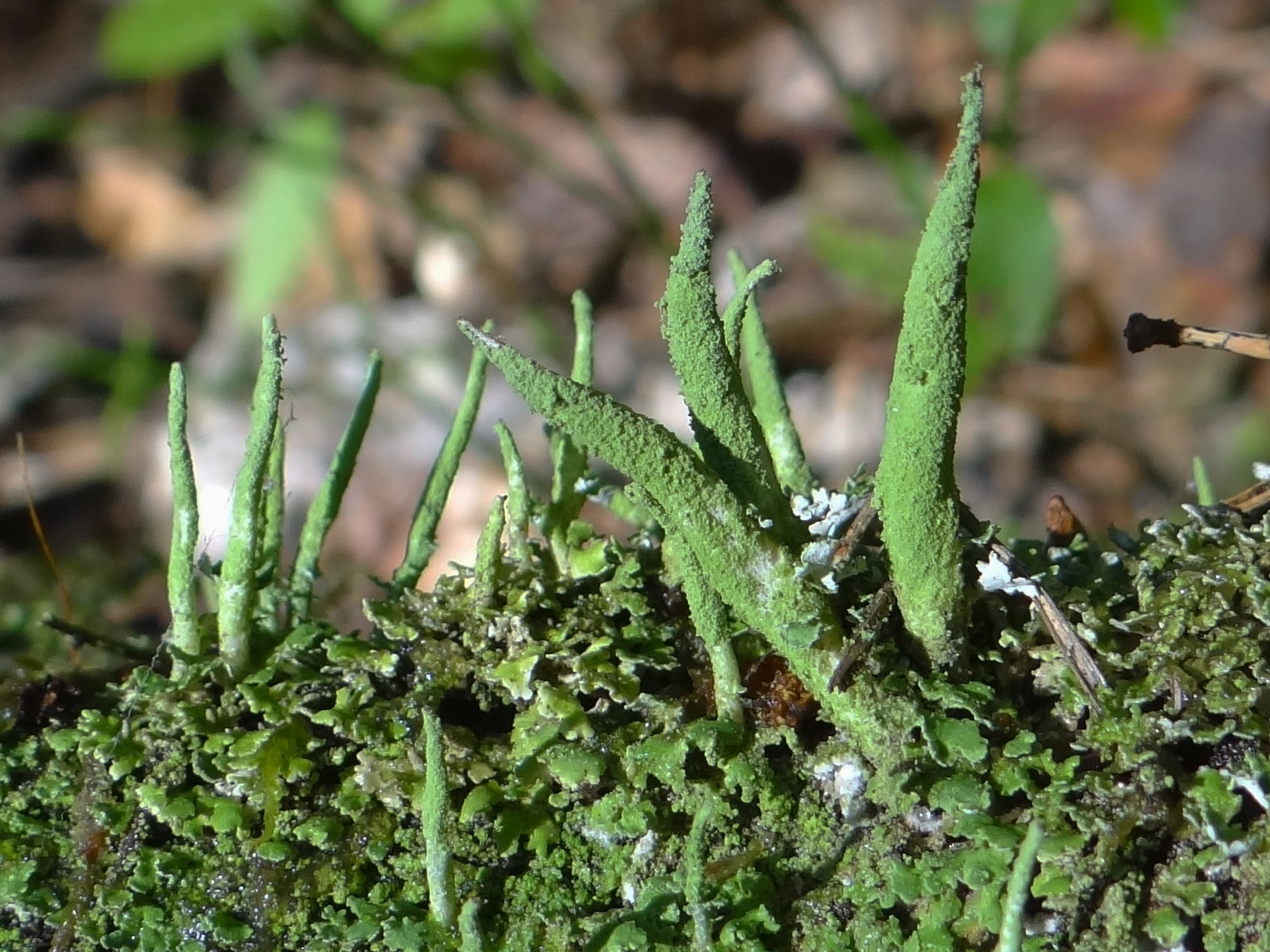
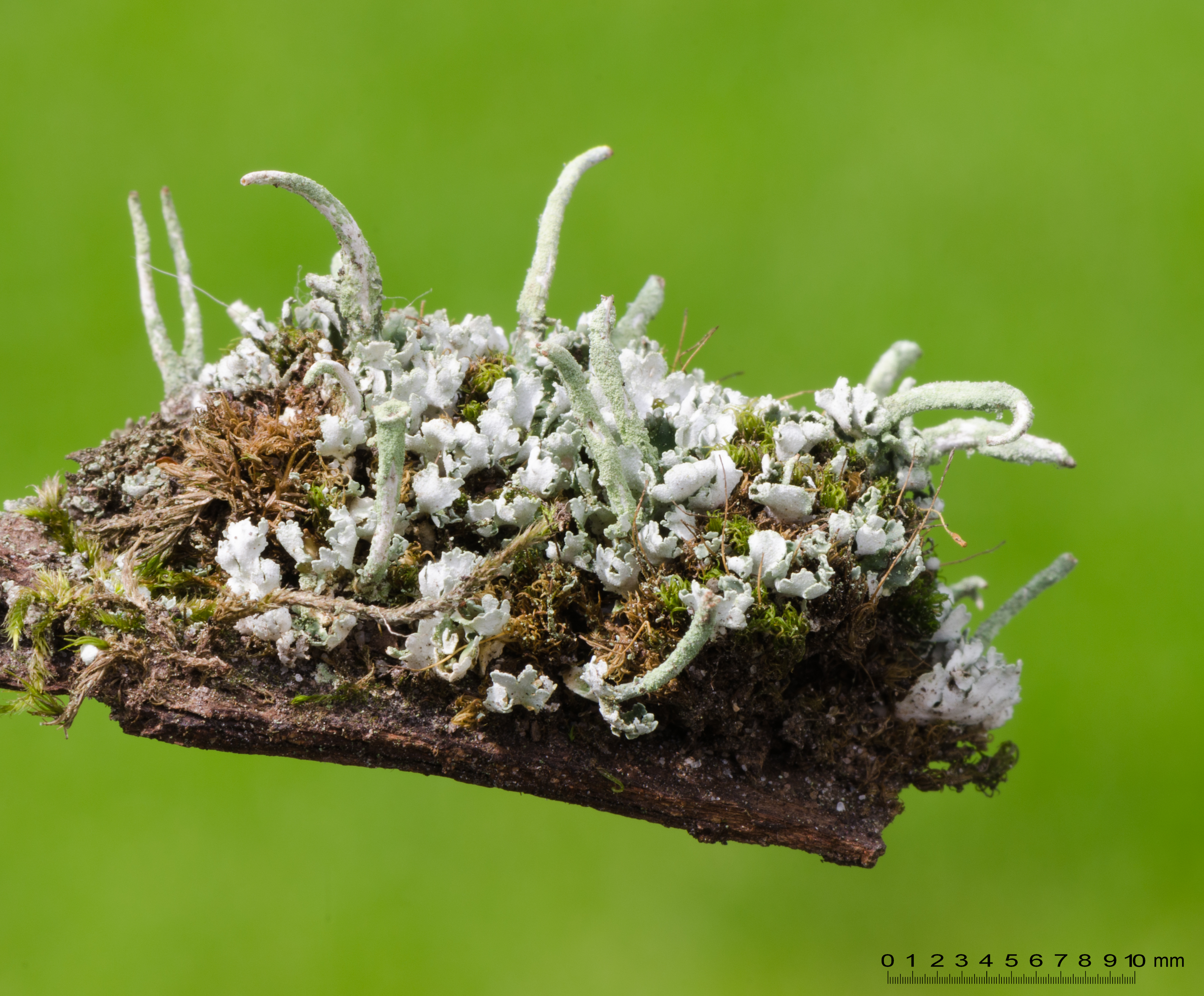